# Haluk
Haluk ist ein türkischer männlicher Vorname arabischer Herkunft mit der Bedeutung „gutmütig“, „verträglich“, „ruhig“.

## Namensträger
- Emin Haluk Ayhan (* 1957), türkischer Politiker und Abgeordneter (MHP)
- Haluk Bilginer (* 1954), türkischer Schauspieler
- Haluk Levent (* 1968), türkischer Rockmusiker
- Haluk Piyes (* 1975), deutsch-türkischer Schauspieler und Filmemacher
- Haluk Sayın (* 1942), türkischer Konteradmiral
- Haluk Tezonar (1942–1995), türkischer Bildhauer
- Haluk Türkeri (* 1986), türkischer Fußballspieler
- Haluk Ulusoy (* 1958), türkischer Fußballfunktionär
- Haluk Yildiz (* 1968), deutscher Politiker (BIG)